# Anoectangium afrocompactum
Anoectangium afrocompactum là một loài rêu trong họ Pottiaceae. Loài này được Müll. Hal. ex Dusén mô tả khoa học đầu tiên năm 1896.